# Jon Foster
Jon Foster (3 augustus 1984) is een Amerikaans acteur.

## Carrière
Geboren als broer van Ben Foster, rolde Foster het vak in in 1999, op 15-jarige leeftijd. Na kleine rollen in films en gastrollen in televisieseries, brak Foster door toen hij in Life As We Know It belandde.
Foster ging uit met Sophia Bush, wie hij leerde kennen op de set van Stay alive (2006).

## Filmografie
- Biblioteca Nacional de España: XX4978864
- Bibliothèque nationale de France: cb15002433d (data)
- Gemeinsame Normdatei: 140655972
- International Standard Name Identifier: 0000 0000 8391 7359
- Library of Congress Control Number: no2005101333
- Nationale Bibliotheek van Tsjechië: xx0079533
- Système universitaire de documentation: 243125720
- Virtual International Authority File: 69205628
- WorldCat: E39PBJqbfVPm66FFvWRqXcgxjC